# Roelof Barentszn Duyschot

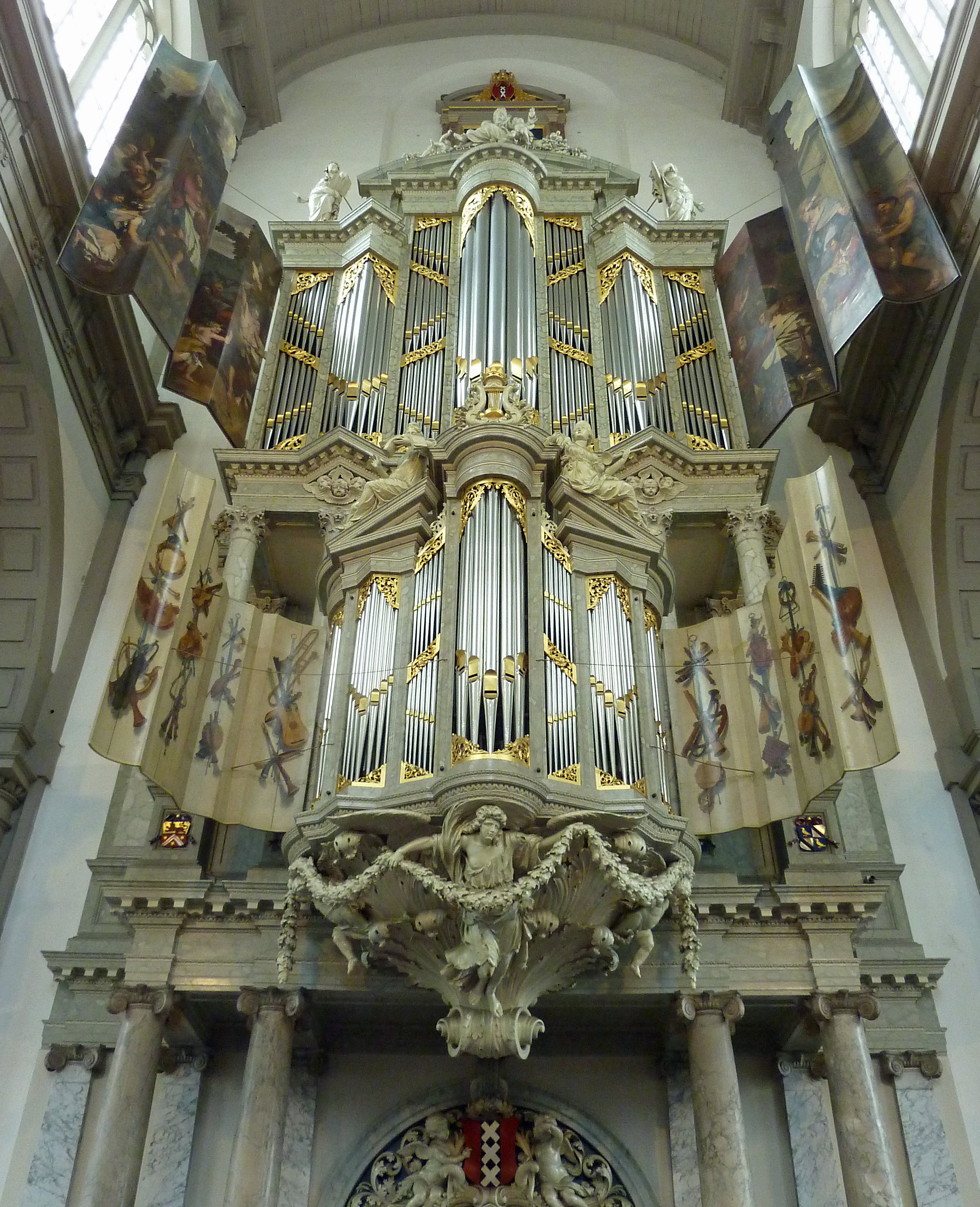
Orgel Westerkerk te Amsterdam

Roelof Barentszn Duyschot was een 17e-eeuwse Hollandse orgelbouwer.
Duyschot was werkzaam bij het beroemde orgelmakersbedrijf van Van Hagerbeer. Duyschot werd bekend toen hij in 1670 de ombouw van het grote orgel van de Nieuwe Kerk te Amsterdam voltooide, een ombouw die door de laatste Van Hagerbeer, Jacobus, was begonnen, en bedoeld was om het orgel meer volume te geven. De daartoe toegepaste middelen, het verdubbelen van het aantal pijpen per toets, werd tot in de 19e eeuw gebruikt om orgels meer kracht te geven. 
Duyschot bouwde daarna meer orgels, hoewel hij de extremis van pijpverdubbelingen van het Nieuwe Kerk-orgel (tot soms wel 6 pijpen per toets) niet meer toepaste, alleen de prestanten werden nog dubbel gebouwd. In 1683 begon Duyschot aan het orgel van de Westerkerk te Amsterdam, wat zijn laatste project zou worden, want nog tijdens de bouw, in 1684, nam zijn zoon Johannes Duyschot het werk van zijn vader over, en voltooide het orgel in 1686. Duyschot is vermoedelijk in 1687 overleden.
Adema · Gebroeders Van der Aa · Jacobus Armbrost · Bakker & Timmenga · Johann Bätz · Jonathan Bätz · Joseph Binvignat · Sander Booij · Martin Butter · Van Dam · Matthijs van Deventer · Geert Pieters Dik · Johannes Duyschot · Roelof Barentszn Duyschot · Bernhardt Edskes · Marten Eertman · Gerardus Elberink · Elbertse · Antoon van Elen · Flentrop · Dirk Flentrop · Heinrich Hermann Freytag · Rudolf Garrels · Justus Geerkens · Pieter Geerkens · Gradussen · Albertus van Gruisen · Willem van Gruisen · Nicolaas van Hagen · Willem Hardorff · Hendrik Hermanus Hess · Jan van den Heuvel · Jan Adolf Hillebrand · Albertus Antoni Hinsz · Bernard Petrus van Hirtum · Nicolaas van Hirtum · Cornelis Hoornbeek · Klop Orgels & Klavecimbels · Hermanus Knipscheer · Johan Frederik Kruse · Ernst Leeflang · Lohman · Jan van Loo · Michaël Maarschalkerweerd · Pieter Maarschalkerweerd · Abraham Meere · Roelf Meijer · Michaël Mercator · Carl Friedrich August Naber · Familie Niehoff · Cornelis van Oeckelen · Petrus van Oeckelen · Detlef Onderhorst · Pels & Van Leeuwen · Pereboom & Leijser · Elbert Pluer · Radersma · Joachim Reichner  · Reil · Cornelis Rogier · Mense Ruiter · Conradus Ruprecht II · Hans Wolff Schonat · Franciscus Cornelius Smits · Frans Casper Snitger · Johannes Stephanus Strümphler · Johannes Wilhelmus Timpe · Valckx & Van Kouteren · Kam & Van der Meulen · Henk Veeningen · Matthijs Verhofstadt · Vermeulen · Verschueren · Johannes Vollebregt · Jacobus Vollebregt · Van Vulpen · Christian Gottlieb Friedrich Witte · Johan Frederik Witte · Lodewijk Ypma · Jacobus Zeemans
Zuid-Nederlands orgelbouwer (voor 1830)